# Центральный научно-исследовательский институт строительных конструкций имени В. А. Кучеренко
Центральный научно-исследовательский институт строительных конструкций имени В. А. Кучеренко АО «НИЦ „Строительство“» (ЦНИИСК) — один из ведущих институтов России в области строительства. В институте были заложены основы российской строительной науки. Деятельность ЦНИИСК оказала определяющее влияние на формирование и становление важнейших направлений теории прочности и надежности. На основе метода предельных состояний, теории оболочек, пластичности, сейсмостойкости и оценки влияния различных динамических нагрузок выработаны современные принципы расчета всех видов строительных конструкций.

## История института
- 1927 — Создан Государственный институт сооружений (ГИС) постановлением ВСНХ СССР.
- 1931 — Институт переименован в Центральный научно-исследовательский институт промышленных сооружений (ЦНИИПС).
- 1957 — ЦНИИПС был преобразован в ЦНИИСК.
- 1963 — ЦНИИСК присвоено имя В. А. Кучеренко.
- 1994 — ЦНИИСК имени В. А. Кучеренко стал филиалом ФГУП НИЦ «Строительство».
- 2009 — ЦНИИСК имени В. А. Кучеренко стал институтом в составе АО НИЦ «Строительство» (структурное подразделение).

В 1927 году по инициативе Научно-технического управления ВСНХ СССР в Москве сформировали Государственный институт сооружений (ГИС) для целей совершенствования строительства на основе изучения и разработки новых материалов, индустриальных конструкций и методов строительства, а также для подготовки квалифицированных кадров в этой области. Уже в первые годы были проведены экспериментальные и теоретические исследования, результатом которых стало создание научно-технической базы промышленного строительства страны. Тесные научные связи с ГИСом (ЦНИИПС — ЦНИИСК) поддерживали знаменитые учёные того времени, основоположники научных школ в базовых принципах развития строительной науки:
- Владимир Григорьевич Шухов (1853—1939)
- Николай Станиславович Стрелецкий (1885—1967)
- Генрих Георгиевич Карлсен (1894—1984)
- Лев Иванович Онищик (1895—1968)
- Виктор Алексеевич Балдин (1902—1985)
- Василий Захарович Власов (1906—1958)
- Святослав Васильевич Поляков (1918—1992)
- Алексей Руфович Ржаницин (1911—1987)

ЦНИИСК им. В. А. Кучеренко гордится славными вехами в своей истории и в новых исторических и экономических условиях продолжает укрепление строительной базы РФ.

## Институт сегодня
Сегодня ЦНИИСК успешно работает как подразделение Акционерного общества «Научно-исследовательский центр „Строительство“», учреждённого Федеральным агентством по управлению государственным имуществом в структуре Министерства строительства и ЖКХ РФ.
Ни один масштабный строительный проект в стране не обходится без участия ЦНИИСК. Практически все старые и новые спортивные сооружения в Москве и в регионах РФ строились при научно-техническом содействии наших ученых. Институт активно работал на олимпийских объектах 2014 г. в г. Сочи и в городах, где проходили матчи чемпионата мира по футболу-2018.
В настоящее время институт выполняет работы по совершенствованию и разработке новых нормативных документов и стандартов для строительной отрасли по заданию Минстроя РФ (Своды правил, ГОСТы, НИРы и НИОКРы), а так же по гармонизации Российских строительных норм с Евро-кодами.
Институт продолжает вести научно-техническое сопровождение проектирования и строительства технически сложных объектов:
- башня «Ахмат Тауэр» в г. Грозный;
- стадион из деревоклееных конструкций пролетом 99,9 м в г. Иркутск;
- здания и сооружения комплекса СПГ на п-ве Ямал;
- судостроительной верфи в г. Мурманск;
- новых станций метрополитена в г. Москве;
- зданий и сооружений в сейсмически опасных зонах — Кавказском регионе, на Сахалине и камчатке;
- новых аэропортов на всей территории РФ.

Институт ведёт многочисленные работы по экспертизе проектов, разработке СТУ на проектирование, обследованию эксплуатируемых объектов и др. сооружений.
В настоящее время в институте трудятся 195 чел., в их числе:
- профессоров — 6;
- докторов технических наук — 7;
- кандидатов технических наук — 38;
- ст. научных сотрудников и инженеров −112.

## Основные направления работы
- Разработка, проектирование, сертификация и мониторинг металлических конструкций;
- Исследования сейсмостойкости сооружений;
- Реконструкции уникальных каменных зданий и сооружений;
- Расчеты и исследования кирпичных, блочных и панельных зданий;
- Легкие конструкции и теплоизоляционные материалы;
- Исследование и развитие использования деревянных конструкций;
- Разработка СТУ и выполнение поверочных расчетов надежности сооружений;
- Противопожарные исследования, сертификация испытаний и экспертизы в строительстве;
- Исследования и автоматизация проектирования сооружений;
- Исследования и расчеты динамики сооружений;
- Мониторинг, обследование, испытания надежности фасадов и ограждающих конструкций;
- Инновационные строительные технологии.

### Проекты
- Титульные объекты (Большой театр, Московский кремль, Храм Христа Спасителя, Останкинская телебашня, Монумент «Рабочий и Колхозница»);
- Исторические объекты и памятники (Государственный музей-заповедник «Царицино», монумент «300 лет Российскому Флоту», Покорителям космоса, Старый Гостиный двор);
- Многофункциональные, высотные комплексы (ММЦД «Москва-Сити», «Лахта — Центр», Сочи-Сити, Екатеринбург-Сити, ЖК ГРАС-СИТИ г. Сочи);
- Спортивные сооружения (Олимпийские объекты Сочи 2014; Футбольные стадионы к ЧМ-2018, крытые конькобежные центры «Крылатское» и в г. Коломне);
- Административные объекты;
- Гостиничные комплексы;
- Жилые комплексы;
- Транспортная инфраструктура;
- Центры культуры, спорта и отдыха.

### Директора института
- 1927—1929 — Герман Борисович Красин
- 1929—1932 — Генрих Маврикиевич Людвиг
- 1935—1936 — Николай Станиславович Стрелецкий
- 1938—1940 — Звонов С. И.
- 1940—1941 — Николай Михайлович Гусев
- 1941—1945 — Борис Григорьевич Скрамтаев
- 1945—1947 — Добровинский А. И.
- 1948—1956 — Василий Степанович Туркин
- 1957—1969 — Всеволод Николаевич Насонов
- 1969—1986 — Анатолий Филиппович Смирнов
- 1986—1995 — Николай Николаевич Складнев
- 1995—2006 — Василий Максимович Горпинченко
- 2006—2010 — Юрий Павлович Назаров
- с 2010 — Иван Иванович Ведяков

### Наши лауреаты
Большой вклад в развитие института и всей строительной отрасли России внесли сотрудники ЦНИИСКа в разное время наши лауреаты
- Трофимов Виктор Иванович
- Балдин Виктор Алексеевич
- Горпинченко Василий Максимович
- Еремеев Павел Георгиевич
- Одесский Павел Дмитриевич
- Микулин Виктор Борисович
- Фарфель Михаил Иосифович
- Ведяков Иван Иванович
- Киселев Дмитрий Борисович

Сложившаяся в результате тесного сотрудничества специалистов ЦНИПС/ЦНИИСК и Московского инженерно-строительного института (МИСИ) школа строительной механики (А. А. Гвоздев, И. М. Рабинович, А. Р. Ржаницын и др.) сыграла большую роль в развитии динамики неупругих сред.